# Шкотски парламент
Шкотски парламент (енгл. Scottish Parliament, шкотгел. Pàrlamaid na h-Alba, шкот. The Scots Pairlament) једнодомно је законодавно тело Шкотске. Седиште му је у области Холируд главног града Единбурга.
Парламент, неформално познат као „Холируд”, представнички је дом којег чине 129 демократски изабрана члана, позната као чланови Шкотског парламента. Чланови се бирају на четири године по систему додатних чланова.
Првобитни Парламент Шкотске (или „Поседа Шкотске”) био је национално законодавно тело независне Краљевине Шкотске, и постојао је од раног 13. века док Краљевина Шкотске није спојена с Краљевином Енглеске под Законима о Унији из 1707. године, када је створено Краљевство Велика Британија.
Након референдума из 1997. године, на којем је шкотско изборно тело дало свој пристанак, садашњи Парламент је сазван под Законом о Шкотској из 1998. године, који је добио надлежности као независно законодавно тело. Акт оцртава законодавну надлежност Скупштине — области у којима може да доноси законе — изричитим навођењем овлашћења која су резервисана за Парламент Уједињеног Краљевства: све тачке које нису експлицитно резервисане аутоматски су у надлежности Шкотског парламента.

## Историја Шкотског парламента
Пре Закона о Унији из 1707. године, који су спојили Краљевину Шкотску са Краљевином Енглеском (када је створена Краљевина Велике Британије), Шкотска је имала независан парламент са законодавним овлашћењима који је био познат као Три поседа. Шкоти су првобитно у преговорима о Унији захтевали независан Парламент да настави са својим радом у Шкотској, али то преговарачи Енглеске нису прихватили.
У наредних три стотине година, Шкотском је непосредно управљао Парламент Уједињеног Краљевства, у Вестминстеру, а недостатак Шкотског парламента остао је важан елемент Шкотског националног идентитета.
Под условима Закона о Шкотској из 1978, изборна скупштина је требало да буде постављена у Единбургу, под условом да је већина шкотског изборног тела гласала за њу на референдуму који је требало да буде одржан 1. марта 1979. године, на којем би гласало најмање 40 % укупног изборног тела.
Година 1980-их и 1990-их повећани су захтеви за Шкотским парламентом, делимично због чињенице да је владом Уједињеног Краљевства управљала Конзервативна партија, иако је у Шкотској она остварила лошији изборни резлутат.
План о самосталнијој Шкотској је наставио да буде део програма Лабуристичке партије, која је у мају 1997. године преузела власт под Тонијем Блером.

## Грађевина
Од септембра 2004. године, званични дом Шкотског парламента био је нова зграда Шкотског парламента, у области Холируд, у Единбургу. Зграду је дизајнирао шпански архитекта Енрик Миралес, неке од најзначајних карактеристика су јој зграде у облику листова, травни кров представништва који се спаја са суседним зидовима направљеним од претходних зграда. На грађевини постоје многи поновљени мотиви, као што су облици засновани на Рејнбурновој слици „The Skating Minister”.

## Спољње везе
- Званични веб-сајт
- „Site Record for Edinburgh, Canongate, Scottish Parliament Abbey Brewery; Lothian Hut; HolyroodDetails Details” (на језику: енглески). Архивирано из оригинала 21. 10. 2012. г. Приступљено 15. 12. 2024.
- „Scotland Act 1998”. www.legislation.gov.uk (на језику: енглески).
- „Scotland's Parliament – powers and structures”. news.bbc.co.uk (на језику: енглески). BBC News. 8. 8. 1999. Приступљено 15. 12. 2024.